# Rácz Sándor (tanár)
Rácz Sándor (Hajdúnánás, 1849. szeptember 30. – Budapest, 1893. május 20.) magyar királyi posta- és távirófőtiszt, a budapesti-lipótkörúti távíróhivatal főnöke és a vasúti tisztképző tanfolyam rendes tanára.

## Élete
A hat gimnáziumi osztályt Hajdúnánáson, a VII. és VIII. osztályt Késmárkon; az érettségi vizsga letétele után pedig 1870-ben a Budapesten tartott távirótiszti tanfolyamot végezte. Ugyanazon év december 31-én kinevezték gyakornoknak Nyíregyházára; azután Debrecenben, Nagyváradon, Kassán hivataloskodott, mely utóbbi helyen 1872-ben rendes joghallgató volt. 1873-ban Budapestre helyeztetett át, ahol 1874-ben a Műegyetem rendes hallgatója lett, 1879-80-ban pedig mint bölcselet-hallgató a kísérleti természettant, felsőbb mennyiségtant és államszámviteltant tanulta. 1887. június 25-én postai szakvizsgát tett és ugyanezen évben a vasuti tisztképző tanfolyamhoz a «távirda szolgálat» rendes tanárának neveztetett ki.
Cikkei a Postai- és Távirda Közlönyben (1875. a táviró tisztviselők és a táviró szakirodalom fejlesztése érdekében írt czikkek és könyvismertetések); a M. Tisztviselőben (1875. A posta és távirda egyesítése, A hivatalnokok kötelezettségei és jogai az állammal szemben, A jegy alatt); a M. Közlekedésügyben (1875-76. A távirdaállomások és jelzőkészülékek kikapcsolása zivatar alkalmával, A távirdai vonal- és forgalomzavarok, A postaintézmény fejlődése, különös tekintettel hazánkra, A földrajz a posta- és távirdánál, H. betűk alatt, A tengeralatti távirdai vezetékek, Hajdu Sándor névvel, Adatok a villamosság és delejesség történetéhez, A postaügy Japánban, Hajdu S. névvel, A távirdaigazgatósági szakkönyvtárak, Egy adat a villamos távírás történetéhez, A török postaügy, Hajdu S. névvel); a Nemzetgazdasági Szemlébe (I. A belföldi távirat árszabás megváltoztatása, 1886. Kereskedelem a villamossággal és villammonopolium); a Ludovica Akadémia Közlönyében (1890. könyvism., 1891. A hadi távíró, 1892. A vasutak hadászati szempontból); a A Pallas nagy lexikona első köteteiben a távirászati cikkeket írta.

## Munkái
- Granfeld Aug. Ede, Hughes-perfecter-rendszere, vagyis a többszörös levelezés egy távíró vonalon. Bpest, 1879. 8 ábr.
- Magyar távirda Naptár 1879. és 1880. évf. Uo.
- A bécsi nemzetközi 1883. évi villamos kiállítás vasuti része és a villamos vasut. Uo. 1884. 78 ábrával. (Bővített különnyomat a Vasuti és Közlekedési Közlönyből.)
- Vasuti távirás és jelzés. Uo. 1888. Két rész.
- A Hughes-féle és a többszörös betűnyomó táviró gépek. Uo. 1889. 43 ábrával.
- Budapest távíró- és távbeszélő ügye 1889-ben, különös tekintettel a központi távíró hivatalra. Kolozsvár, 1890.
- A vasuti távirda-szolgálat. Uo. 1891. Két kötet, 417 ábrával. (A vasuti tisztképző tanfolyam kiadványa).

Szerkesztette a Közlekedés c. heti szaklapot a posta és távirda köréből 1875-ben, a Távirda Közlönyt 1878. és 1879-ban, a Telegraf (1883) és Villám (1884) c. szaklapokat (előbb heti, utóbb két heti közlöny.